# Liberator (ruimteschip)
De Liberator was een fictief ruimteschip uit de Britse BBC sciencefictiontelevisieserie Blake's 7.

## Geschiedenis
De Liberator werd gebouwd door het buitenaardse 'The System' (hun naam voor het schip was Deep Space Vehicle 2, of DSV2). Het schip stond onder controle van de geavanceerde kunstmatige intelligentie 'Zen'. Het schip werd ontdekt door het gevangenistransportschip 'London' van de Terraanse Federatie. Nadat enkele bemanningsleden van de London aan boord van de Liberator kwamen, werden ze door een onbekende macht gedood. Daarop besloot de kapitein enkele gevangenen te sturen. De drie gevangenen Roj Blake, Kerr Avon en Jenna Stannis kunnen de controle van het schip overnemen en besluiten te vluchten. Blake gebruikte de superieure techniek van de Liberator om de Federatie aan te vallen. Nadat hij bij de slag bij Star One verdween, nam Avon het commando over. Uiteindelijk werd de Liberator vernietigd toen het schip door een wolk corrosieve deeltjes vloog.

## Techniek
De hoofdcomputer van het schip was een kunstmatige intelligentie met de naam Zen. Deze controleerde vrijwel alle systemen van het schip. Zen werd met spraakcommando's bediend, maar kon door telepathie ook rechtstreeks de bemanning 'lezen'. De afvalstromen werden met 100% efficientie gerecycled en er waren genoeg voedselvoorraden voor 1000 manjaar.
De Liberator was bewapend met drie neutronenkanonnen. Deze waren zo krachtig dat vóór het afvuren een stralingsschild moest worden geactiveerd om de bemanning te beschermen. Het schip kon ook plasma-ontladingen en zelfzoekende raketten afvuren. De romp van de Liberator bestond uit het vrijwel ondoordringbare herculanium. Voor schip-grond vervoer was er een teleportatiesysteem, een techniek waarover de Terraanse Federatie niet beschikte. Ook was er een shuttlelandingsruim en diverse reddingscapsules.
De Liberator had een krachtbron die geen brandstof nodig had, maar wel een begrensde hoeveelheid energie kon leveren. Ook kon het schip zichzelf repareren. De maximumsnelheid was 'standaard maal 12', waarmee het een van de snelste schepen in het universum was.
Verder waren er minimaal vijf vrachtruimen, een beveiligde ruimte met miljoenen aan kostbaarheden, een ultramoderne ziekenboeg en een uitgebreid kleding-assortiment.